# شرکت حفاری اوراسیا
شرکت حفاری اوراسیا (انگلیسی: Eurasia Drilling Company) شرکت خدمات نفت و حفاری روس است، که در سال ۲۰۰۴ تأسیس شد.